# Staw Grunfeld
Staw Grunfeld (przez mieszkańców śródmieścia Katowic nazywany potocznie Grünfeldem) – staw znajdujący się w Katowicach, w dzielnicy Brynów część wschodnia-Osiedle Zgrzebnioka, na zachód od lotniska na Muchowcu, między ulicami Bazaltową i Krzemienną.
Staw ma powierzchnię 4,7 ha. Powstał po zalaniu wodą dawnego wyrobiska, z którego wydobywano glinę na potrzeby założonej tu w drugiej połowie XIX w. cegielni. Staw bierze swą nazwę od jej dawnego właściciela – znanego katowickiego przedsiębiorcy budowlanego Ignatza Grünfelda. Zalanie stawu wodą nastąpiło wkrótce po zaprzestaniu funkcjonowania cegielni na skutek pożaru w 1934 roku. Jego głębokość dochodzi do 20 metrów. Woda w stawie pochodzi z naturalnych wód podziemnych wypływających w wyniku przecięcia w trakcie wydobywania gliny warstw wodonośnych. Maksymalna długość stawu wynosi ok. 310 m, maksymalna szerokość ok. 150 m. Lustro wody znajduje się na wysokości 290 m n.p.m.
Brzegi stawu pokrywają zarośla wierzbowe, niezbyt obfite płaty roślinności nadwodnej oraz trzcinowisko (trzcina pospolita, pałka szerokolistna). Liczne występowanie płazów oraz owadów związanych ze środowiskiem wodnym (m.in. 28 gatunków ważek). Miejsce lęgowe ptaków wodno-błotnych, m.in. łysek. Dogodne miejsce tarła ryb. Staw jest rezerwą wody dla obszaru zabudowanego. Od 1996 do 2003 roku objęty był ochroną prawną jako użytek ekologiczny.